# دنیا را پشت سر بگذار (فیلم)
دنیا را به حال خودش رها کن (به انگلیسی: Leave the World Behind) فیلم دلهره‌آور روان‌شناختی آخرالزمانی آمریکایی محصول ۲۰۲۳ به نویسندگی، کارگردانی و تهیه‌کنندگی سم اسماعیل است که بر اساس رمانی به همین نام اثر رومان علم از سال ۲۰۲۰ ساخته شده است. در این فیلم جولیا رابرتس (همچنین تهیه‌کننده)، ماهرشالا علی، ایثن هاک، میهالا و کوین بیکن ایفای نقش می‌کنند. این فیلم به خانواده‌ای می‌پردازد که در تلاشند تا دلیل از کار افتادن تلفن، تلویزیون و فناوری که گواه بر رویداد ناگواری است را دریابند.
افتتاحیهٔ جهانی دنیا را پشت سر بگذار در ۲۵ اکتبر ۲۰۲۳ در انستیتوی فیلم آمریکا برگزار شد. این فیلم در ۲۲ نوامبر در سینماهای منتخب اکران شد و پخش اینترنتی خود را در ۸ دسامبر از نتفلیکس آغاز کرد.

## طرح داستان
تعطیلات یک خانواده در لانگ آیلند توسط دو غریبه قطع می‌شود که خبر یک خاموشی مرموز را می‌رسانند. با قریب‌الوقوع‌تر شدن تهدید، هر دو خانواده باید تصمیم بگیرند که چگونه از این بحران احتمالی جان سالم به در ببرند، در حالی که با جایگاه خود در این دنیای در حال فروپاشی، دست و پنجه نرم می‌کنند.— نتفلیکس، 

## بازیگران
- جولیا رابرتس در نقش آماندا
- ماهرشالا علی در نقش جورج «جی. اچ» واشینگتن
- ایثن هاک در نقش کلی
- میهالا هرولد در نقش روث واشینگتن
- فرح مکنزی در نقش رُزی
- چارلی ایوانز در نقش آرچی
- کوین بیکن در نقش دنی

## تولید
نتفلیکس در ژوئیه ۲۰۲۰ برنده یک جنگ پیشنهاد خرید برای حقوق رمان دنیا را پشت سر بگذار شد که در آن زمان قرار بود توسط سم اسماعیل نویسندگی و کارگردانی شود. جولیا رابرتس و دنزل واشینگتن قرار بود در این فیلم بازی کنند و همچنین تهیه‌کنندگی آن را بر عهده بگیرند.
در سپتامبر ۲۰۲۱، ماهرشالا علی برای بازی در این فیلم انتخاب شد و جایگزین واشینگتن شد که تا آن زمان از پروژه خارج شده بود. ایثن هاک و میهالا هرولد در ژانویه ۲۰۲۲ به پروژه ملحق شدند.
تصویربرداری اصلی در آوریل ۲۰۲۲ در لانگ آیلند آغاز شد. در ۱۹ مه ۲۰۲۲ صحنه‌های بیشتری در کاتونا، نیویورک فیلمبرداری شدند.

## انتشار
افتتاحیهٔ جهانی دنیا را پشت سر بگذار در ۲۵ اکتبر ۲۰۲۳ در انستیتوی فیلم آمریکا برگزار شد. گروه بازیگران به‌دلیل اعتصابات سینماگران هالیوود در این مراسم حضور نداشتند. این فیلم در ۲۲ نوامبر در سینماهای منتخب اکران شد و پخش اینترنتی خود را در ۸ دسامبر از نتفلیکس آغاز کرد.

## بازخورد
در وبگاه جمع‌آوری نقد راتن تومیتوز، ٪۷۵ از ۱۰۰ بررسی منتقدان مثبت است و میانگینِ امتیاز آن ۶٫۸/۱۰ است. اجماع این وبگاه چنین می‌نویسد: «دنیا را پشت سر بگذار، یک فیلم هیجان‌انگیز به‌خوبی بازیگری‌شده، به‌رغم ضرب‌آهنگ آهسته و پیام‌رسانی تا حدی سطحی، بیننده را به‌تدریج جذب خود می‌کند.» این فیلم در متاکریتیک که از میانگین وزنی استفاده می‌کند، بر اساس نظر ۳۳ منتقدین امتیاز ۶۷ از ۱۰۰ را کسب کرده که نشان‌گر «نقدهای عموماً مطلوب» است.